# Secamone brevicoronata
Secamone brevicoronata är en oleanderväxtart som beskrevs av J. Klackenberg. Secamone brevicoronata ingår i släktet Secamone och familjen oleanderväxter. Inga underarter finns listade i Catalogue of Life.